# Dyjákovičky
Dyjákovičky (en allemand : Klein Tajax) est une commune du district de Znojmo, dans la région de Moravie-du-Sud, en République tchèque. Sa population s'élevait à 568 habitants en 2020.

## Géographie
Dyjákovičky se trouve à la frontière autrichienne, à 9 km au sud-sud-est de Znojmo, à 60 km au sud-ouest de Brno et à 188 km au sud-est de Prague.
La commune est limitée par Vrbovec à l'est, par l'Autriche au sud, et par Chvalovice à l'ouest et au nord-ouest.

## Histoire
La première mention écrite du village date de 1220.